# أكينوري ميكامي
أَكينوري ميكامي (باليابانية: 三上 明紀) (12 يونيو 1969 في يايزو في اليابان – )؛ هو لاعب كرة قدم ياباني سابق كان يلعب كمهاجم.

## وصلات خارجية
- أكينوري ميكامي على موقع رابطة كرة القدم اليابانية للمحترفين (اليابانية)
- أكينوري ميكامي على موقع عالم كرة القدم.نت (الإنجليزية)